# Xorides flavopictus
Xorides flavopictus är en stekelart som beskrevs av Baltazar 1961. Xorides flavopictus ingår i släktet Xorides och familjen brokparasitsteklar. Inga underarter finns listade i Catalogue of Life.